# Настоящая котинга Риджвея
Настоящая котинга Риджвея (лат. Cotinga ridgwayi) — вид птиц рода настоящие котинги семейства котинговых. Подвидов не выделяют. Распространен вдоль тихоокеанского склона Коста-Рики (к югу от залива Никоя) и западной Панамы (к югу до Чирики). Населяет пологи и опушки лесов и не только. Этот вид был классифицирован как уязвимый из-за его небольшой общей популяции, оцениваемой между 1250 и 2820 взрослых особей, предполагается, что популяция быстро сокращается.

## Описание
Длина 17,5 см. Самец ярко-бирюзово-голубой, с тёмно-фиолетовым подбородком, горлом, верхней частью груди и центром брюха. Крылья и хвост в основном чёрного цвета, кроющие крыльев и края маховых перьев с широкими синими краями. На мантии заметны тёмные пятна. Самка сверху темноватая, с белыми пятнами на макушке и задней части шеи. Нижняя часть тела охристая, с мелкими чёрными пятнами на горле и заметными на груди.